# Desaparición de Madeleine McCann

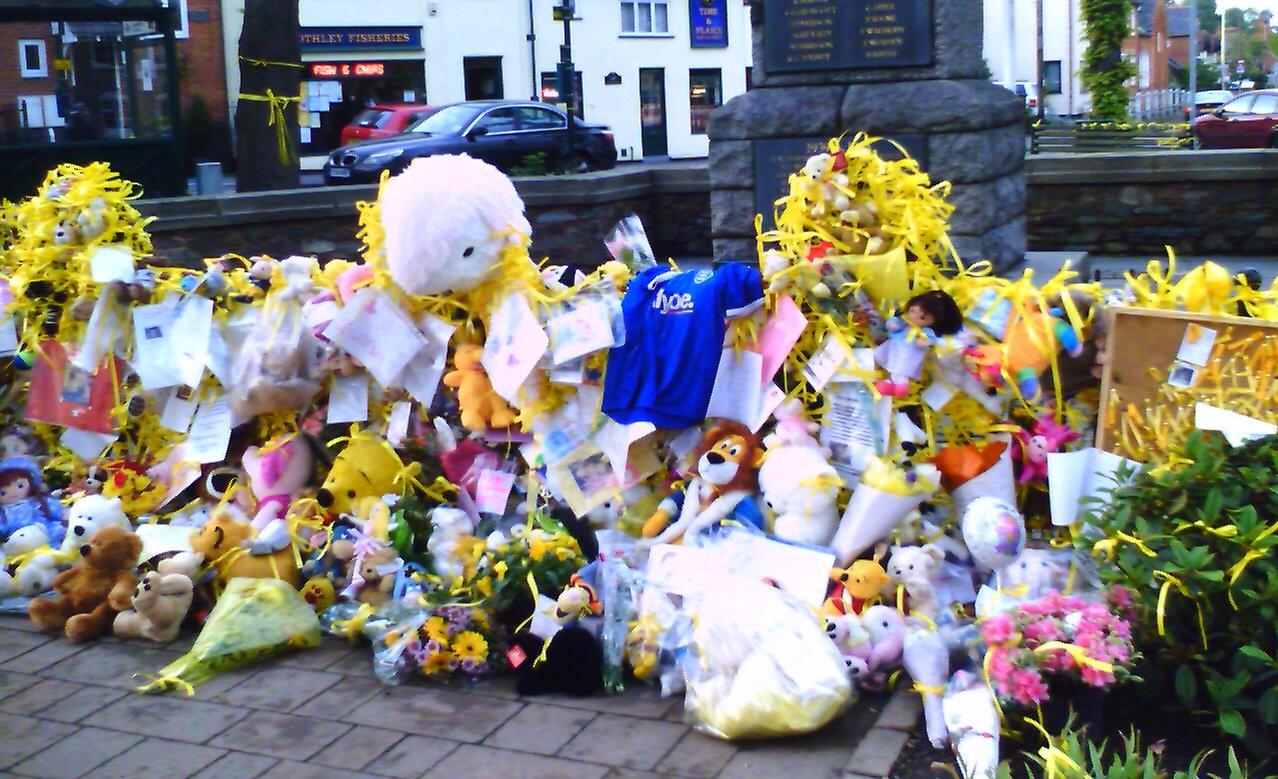
Homenajes a Madeleine McCann, Rothley, 17 de mayo de 2007

Madeleine Beth McCann (Leicester, Inglaterra; 12 de mayo de 2003) desapareció de su cama en la noche del 3 de mayo de 2007 en un apartamento de vacaciones en un centro turístico de Praia da Luz,  en la región de Algarve, Portugal.
Madeleine, procedente del Reino Unido, se encontraba de vacaciones con sus padres, Kate y Gerry McCann, sus hermanos mellizos de dos años de edad y un grupo de amigos de la familia con sus respectivos hijos. Sus padres dejaron a los tres niños durmiendo a las 20:30 en el apartamento ubicado en la planta baja, mientras se fueron a cenar con amigos a un restaurante localizado a 50 metros de distancia. Los padres vigilaron a los niños cada 20 a 30 minutos a lo largo de la noche, hasta que a las 22:00 la madre de Madeleine descubrió que la niña estaba desaparecida. Durante las semanas posteriores, en especial después de haber malinterpretado un análisis de ADN llevado a cabo en el Reino Unido, la policía portuguesa llegó a creer que Madeleine había fallecido en un accidente en el apartamento y que sus padres lo habían encubierto. Los McCann recibieron el estatus de argüidos (sospechosos formales) en septiembre de 2007, el cual fue levantado cuando el fiscal general de Portugal archivó el caso en julio de 2008 debido a la falta de pruebas.
Los padres continuaron la búsqueda utilizando detectives privados hasta que en 2011 Scotland Yard abrió su propia investigación, llamada Operación Grange. Su principal oficial anunció que estaba tratando la desaparición como "un acto criminal por un desconocido", probablemente un secuestro planeado o un robo que salió mal. En 2013, Scotland Yard publicó imágenes realizadas a partir de técnicas electrónicas de identificación facial de hombres a los que deseaban ubicar, incluyendo uno al cual habían avistado llevando un niño hacia la playa esa noche. Poco después de esto, la policía portuguesa reabrió su investigación. La Operación Grange fue reducida en 2015, pero los detectives que aún permanecen en ella continuaron persiguiendo un pequeño número de líneas de investigación descritas en abril de 2017 como significativas.
La desaparición atrajo gran interés internacional y una enorme cobertura en el Reino Unido, similar a la que se dio tras la muerte de la princesa Diana de Gales en 1997. Los McCanns fueron sometidos a un intenso escrutinio y afirmaciones infundadas de participación en la muerte de su hija, particularmente en tabloides y en Twitter. En 2008, ellos y sus compañeros de viaje recibieron indemnizaciones por daños junto con disculpas por parte del grupo publicista Express Newspapers y en 2011 los McCanns testificaron frente a la Investigación Leveson sobre la mala conducta de la prensa británica, brindando su apoyo a quienes argumentaban a favor de una mayor regulación de la prensa.

## Biografía
Madeleine Beth McCann (nacida el 12 de mayo de 2003 en Leicester, Inglaterra) es una niña británica, hija mayor de Kate McCann, médico general en Melton Mowbray, y Gerry McCann, un cardiólogo del Hospital Glenfield de Leicester. Madeleine, que tiene dos hermanos mellizos, Sean y Amelie, vivían con su familia en Rothley, Inglaterra.
Una característica notable es su ojo derecho, ya que tiene un tipo de coloboma, una fractura completa en el iris. Lo cual consiste en una línea negra que alcanza desde la pupila hacia el borde del globo ocular en una posición de "7 (o 19) horas", y cerca de 30° a la derecha.

## Posible desaparición
El jueves 3 de mayo fue el penúltimo día de las vacaciones familiares. Durante el desayuno, Madeleine preguntó: "¿Por qué no viniste cuando [su hermano] y yo lloramos anoche?" Después de la desaparición, sus padres se preguntaron si esto significaba que alguien había entrado en la habitación de los niños. Su madre también notó una gran mancha marrón en la parte superior del pijama de Madeleine. Kate tomó la última fotografía de Madeleine a las 2:29 de la tarde, sentada junto a la piscina junto a su padre y su hermana de dos años.

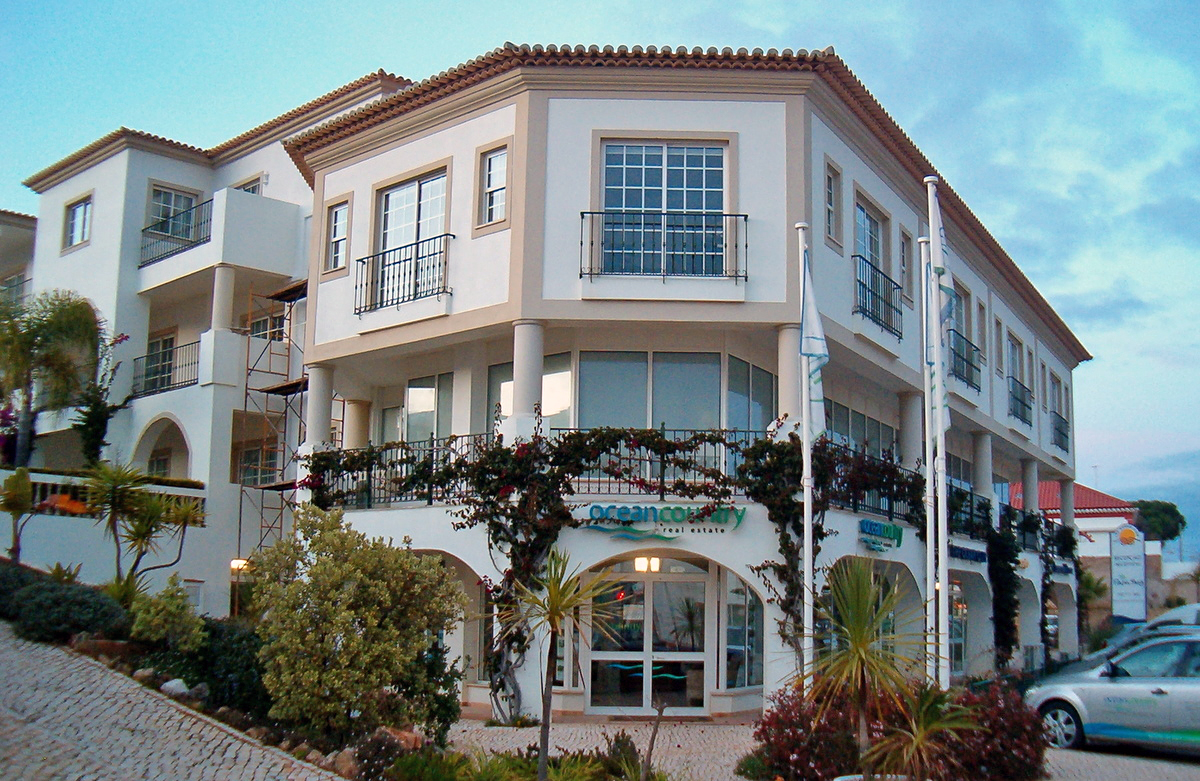
El complejo hotelero donde desapareció Madeleine McCann

Los niños regresaron al Kids 'Club, luego a las 18:00 su madre los llevó de regreso al 5 A , mientras que su padre fue a una clase de tenis. Los McCann acostaron a los niños alrededor de las 19:00. Madeleine se quedó dormida con las pijamas de manga corta, rosa y blanco de Marks y Spencer's Eeyore, junto a su manta y un juguete. Kate y Gerry McCann confesaron a la policía que comprobaron que sus hijos estaban bien. Esto ocurrió aproximadamente a las 21:00, cuando se comprobó que todo seguía normal. Aproximadamente a las 21:30, Kate McCann volvió para ver a los niños y según su versión, encontró la cama de Madeleine vacía. Según su testimonio, la puerta del apartamento y la ventana estaban abiertas de par en par. Este hecho fue negado a la policía por otro testigo del caso, que realizó un turno posterior. La desaparición fue reportada a la policía poco después de las 22:00. El personal y los huéspedes en el complejo buscaron hasta las 4:30. Mientras notificaron a Interpol y sellaron la frontera con España así como todos los aeropuertos en Portugal y España. En los informes estos tiempos se diferencian, por ejemplo, Gerry señaló que volvió a ver por última vez a su hija a las 21:30. La policía portuguesa interrogó a todos los amigos que cenaban con ellos y descubrió múltiples contradicciones entre los testimonios. La policía británica envió perros policías que encontraron restos de sangre y fluidos en las paredes y en el coche alquilado de la familia McCann. También se encontró evidencias del uso de sedantes en los restos de fibra capilar de Madeleine en el maletero del coche. Por ello, fueron declarados oficialmente presuntos implicados o argüidos según la terminología legal portuguesa. Los McCann abandonaron el país y finalmente la policía abandonó los cargos tras numerosas presiones diplomáticas. La familia abrió un fondo para ayudar a encontrar a Madeleine que recaudó más de un millón de euros. El dinero se utilizó posteriormente para pagar la hipoteca de su mansión en Inglaterra, donde actualmente residen con sus hijos mellizos.

### Primeros escenarios
Después de la desaparición, una búsqueda por los alrededores fue realizada por la policía con perros-guía, sin obtener ningún resultado. La  Polícia Judiciária (PJ) admitió que era inseguro el hecho de que Madeleine todavía estuviese viva.
Mientras tanto, la policía portuguesa examinó las fotografías tomadas por los turistas y personas que vacacionaban allí para considerar si algunos sospechosos podrían ser identificados. Los medios portugueses divulgaron que la PJ perseguía dos líneas de investigación: un secuestro por una red internacional de pedofilia o un secuestro por una red ilegal de adopción.

### Murat y Malinka
A las 7:00 (hora occidental) de la mañana del 14 de mayo de 2007, comenzó la búsqueda en el chalet Casa Liliana, propiedad de Jennifer Murat, ciudadana británica que vivía cerca del apartamento donde Madeleine había desaparecido. La policía y los equipos forenses aislaron la casa, y a las 16:00 la piscina fue drenada. Interrogaron a tres personas, incluyendo a su hijo Roberto Murat, en la comisaría de policía principal en Portimão.
El antiguo compañero de Murat, Gaynor de Jesús dijo: “Sé que él ha sido el traductor oficial para la policía”. Murat dijo que él estaba muy metido en el caso de Madeleine porque recientemente había perdido la custodia de su propia hija de tres años y medio y que se parecía a Madeleine.
El 15 de mayo, Roberto Murat fue declarado "argüido", es decir, sospechoso de manera oficial. No está claro si Murat o la policía pidieron el estado de argüido, el cual le otorga derechos adicionales tales como el derecho de permanecer en silencio. El Jefe Inspector Olegário de Sousa dijo en conferencia de prensa que un sujeto anónimo de 33 años (probablemente Murat) había sido interrogado, pero no fue encontrada suficiente evidencia para justificar su arresto. Sousa dijo también que la policía buscó en cinco casas el día lunes, encontrándose “varios materiales” de características similares a las pruebas forenses, y que había interrogado a otras dos personas anónimas como testigos. Murat indicó que lo habían usado como “chivo expiatorio” de modo que así, la policía pudiera haber encontrado a un sospechoso.
El 16 de mayo fue reportado que dos coches usados por los Murats habían sido examinados, así como ordenadores, teléfonos móviles y varias cintas de video que fueron requisadas de su chalet . También se supo que no hicieron caso a un arquitecto británico que construyó el chalet cuando él llamó a la policía sobre un sótano oculto dentro de la propiedad.
La policía también tomó declaración a Sergey Malinka, 22 años, hombre de origen ruso, a quien los oficiales también incautaron un ordenador portátil y dos discos duros. Malinka había colgado un Web site para Murat y los dos intercambiaron llamadas telefónicas frecuentes sobre la desaparición de Madeleine, por ello las autoridades comenzaron a sospechar de él. El Jefe de la Policía Olegário Sousa reiteró que había evidencia escasa para hacer cualquier detención. Con respecto a Sergey Malinka, la policía dijo que lo habían interrogado como testigo durante aproximadamente 5 horas.
Malinka habló negativamente de la cobertura del caso en los medios portugueses, que habían alegado que él era un delincuente sexual condenado, y negó que él hubiera entrado en contacto con Murat. Dijo que él era “totalmente inocente”. Sin embargo, incongruencias en su relación con Roberto Murat emergieron; él dijo que no había entrado en contacto con Murat en un año, pero los expedientes del teléfono móvil de Murat demostraron que él llamó al Sr. Malinka a las 23:40 la noche en que Madeleine desapareció. El 19 de mayo los detectives portugueses volaron a Inglaterra para entrevistarse con Dawn Murat, la esposa de Roberto Murat, y también re-interrogaron a otros testigos relacionados con Murat.
Murat fue entrevistado una segunda y tercera vez el 10 de julio y el 11 de julio para clarificar a qué detectives les había descrito los detalles y contradicciones posibles de su declaración anterior teniendo en cuenta la nueva información. El segundo día, detectives de la Policía Judicial tomaron declaración a tres amigos de los McCanns —Rachael Oldfield, Russell O'Brien y Fiona Payne— que cenaban con ellos a la hora de la desaparición, “sobre los acontecimientos del 3 de mayo”, y fueron llevados cara a cara con Murat. Como resultado de las entrevistas, el policía examinó discrepancias entre las declaraciones de los tres amigos y de Murat, particularmente el hecho de que los amigos dijeron haber visto a Murat fuera del complejo en la noche de la desaparición cuando éste había indicado que él estaba en casa con su madre. Sin embargo la madre de Murat, Jenny, corroboró posteriormente su coartada.
El 4 de agosto, se volvió a rastrear el complejo Casa Liliana, que ya había sido investigado el pasado 14 de mayo, contando con sistemas de alta tecnología y perros entrenados. Excavaron los jardines, limpiaron de hierbas el lugar, y no encontraron nada.

### Los padres son declarados sospechosos
El 6 de septiembre de 2007 se declaró oficialmente sospechosa a la madre de Madeleine, Kate McCann, después de ser interrogada por aproximadamente once horas. Este giro en la investigación que mira directamente a los padres de Madeleine, se produce después de que unos perros entrenados especialmente para ello, detectaran olor a cadáver y sangre en el apartamento de los McCann.
Mientras tanto, el padre, Gerry, también fue interrogado durante cerca de nueve horas en calidad de testigo. Tras su declaración, se le atribuyó la calidad de "argüido" a él también.
El estatus "argüido" o sospechoso formal es una situación jurídica que no les impide viajar al extranjero, de hecho, y tras notificárselo a la policía, han viajado a Inglaterra.
El 19 de marzo de 2008, dos diarios británicos publicaron sus disculpas en primera plana, tras haber inculpado a los McCann por la muerte de su hija. Los diarios alegan en sus disculpas que no hay evidencia para relacionar a los McCann con la muerte de su hija.

### Otros sospechosos
La policía portuguesa divulgó dicha información, el 25 de mayo de 2007, sobre un segundo sospechoso posible, un sujeto con características caucásicas, de aproximadamente 1,78 metros. Sin embargo, la altura del hombre fue corregida posteriormente a esa, dada en conferencia de prensa como 1,70 metros y posteriormente los datos fueron modificados. El hombre, de entre 35 y 40 años de edad, fue visto por otros residentes del resort.
Los detectives intentaron detener a un sujeto británico que se había ofrecido a ayudar en la investigación. Un testigo divulgó ver a un hombre llevar un niño en sus brazos hacia la marina, después de la posible desaparición de Madeleine. El 29 de mayo, los detectives preguntaron a cuatro dueños de barcos, tres de ellos ingleses, cuyas embarcaciones fueron amarradas en la marina de Lagos, una ciudad cercana a Praia da Luz.
El 1 de junio, una muestra de sangre y fluidos ADN fue encontrada en el dormitorio de donde desapareció Madeleine. El ADN mostró una equivalencia del 88% con el de los McCann, no de Murat. La policía portuguesa, Polícia Judiciária (PJ), entregó la muestra a los laboratorios forenses nacionales, el Instituto Nacional de Medicina Legal, e indicó que había un nuevo potencial sospechoso. A principios de agosto, se sugirió una cierta relación con Urs Hans Von Aesch el cual estaba de vacaciones cerca del lugar en el que Madeleine estaba durmiendo sola con sus hermanos. Von Aesch, residente de Benimantell, España, que estaba implicado por la policía de Suiza por la desaparición de una niña de cinco años llamada Ylenia Lenhard oriunda de Appenzell, Suiza, se suicidó en 2007 el mismo día de la desaparición de Ylenia.

### Otros aspectos de la posible desaparición
La atención giró hacia Marruecos el 4 de junio después de que el GCHQ (Government Communications Headquarters - Cuartel de comunicaciones gubernamentales) en Cheltenham interceptó mensajes de texto (SMS) de un teléfono en árabe el cual hablaba de “la pequeña niña rubia”, de un hombre alemán, y a un balsero de Tarifa en España. Entonces el 7 de junio, la policía española recibió una llamada telefónica de un hombre que decía saber el lugar donde se encontraba Madeleine, usando un teléfono móvil registrado en Argentina, una llamada descrita como “creíble”.
A comienzos de junio, el periodista e investigador español Antonio Toscano dijo que un convicto pedófilo condenado fue empleado por otras dos personas para secuestrar a Madeleine y que vieron al hombre en un bar de Sevilla la semana antes de que desapareciera Madeleine. Entonces, el 28 de junio, Toscano dijo que Madeleine estaba viva y bien en un lugar de Europa pero los padres de la niña rechazaron un encuentro con él. Determinados a no dejar ninguna piedra en el camino, la policía también entrevistó a psíquicos y clarividentes que decían conocer la localización de Madeleine.
Sin embargo, el 10 de junio, la investigación se tornó confusa después de que el detective coordinador de búsqueda, Gonçalo Amaral, jefe regional de la Polícía Judiciária, y otros cuatro oficiales de policía portugueses, fueran cambiados durante el fin de semana. Todos fueron cambiados alegando acusaciones referentes a la investigación de la desaparición de Joana Cipriano, de un pueblo a 11 kilómetros de donde desapareció Madeleine.
Una resolución parecía posible el 13 de junio cuando el periódico holandés De Telegraaf recibió un mensaje, con los mapas, indicando donde podría estar el cuerpo de Madeleine McCann. La sugería que estaba enterrada en una ladera cerca de Arão, 14 kilómetros al nordeste de Praia da Luz. La policía holandesa describió la información como confiable, porque se asemejó a una carta que había recibido donde se indicaba el lugar exacto de la localización de los cuerpos de dos muchachas belgas, que habían sido secuestradas el año pasado, pero una búsqueda extensa de la policía portuguesa fue abandonada el 15 de junio.
La controversia sobrevino el 17 de junio cuando el Jefe Inspector Olegario de Sousa dijo que la presencia de mucha gente en el apartamento del cual Madeleine desapareció, después de que se descubriera que no estaba allí, complicó el trabajo del equipo forense y que ésta habría podido destruir toda la evidencia y podría ser fatal para la investigación. Sin embargo, el equipo de policía británica, traída desde Inglaterra para asistir en la investigación, encontró a principios de agosto, manchas microscópicas de sangre sobre la pared del apartamento donde estaba Madeleine y que no había sido advertido por la policía portuguesa. Usando perros especialmente entrenados y la tecnología de la luz ultravioleta, descubrieron la sangre, que fue enviada al Reino Unido para un análisis de ADN, a pesar de que el apartamento había sido limpiado y reocupado. Después de que esta información fuera hecha pública, Sousa dijo, “la familia no es sospechosa. Ésta es la posición oficial.” Luego el 11 de agosto Sousa agregó que el nuevo indicio había reforzado la posibilidad de que Madeleine hubiera sido asesinada.
Sin embargo, un análisis de ADN coincidió en un 88% con el de Madeleine Mccann, pero al no tener una certeza del un 100% no puede usarse como prueba para sostener una acusación formal.

### Asistencia internacional
Inmediatamente después de la desaparición, expertos del Reino Unido volaron hasta Portugal para asistir a los expertos de la policía y la policía de Leicestershire enviaron a oficiales para ayudar a la familia McCann. El 9 de mayo, Interpol lanzó un panfleto amarillo, publicado para ayudar a localizar a los desaparecidos que no pueden identificarse, a todas las fuerzas miembro de la policía. Un equipo experto en telefonía móvil voló a Portugal el 29 de mayo de 2007 para analizar datos del teléfono móvil, del área, a la hora del secuestro. Utilizaron técnicas de triangulación para seguir los movimientos de los teléfonos móviles. Más expertos, esta vez de la British Child Exploitation and Online Protection Centre, volaron a Portugal el 31 de julio para asistir a los detectives locales y crear un perfil psicológico de un potencial secuestrador. Finalmente las evidencias apuntaron a los padres como sospechosos y fueron declarados culpables o argüidos, según la legislación portuguesa.
A principios de agosto, más detectives británicos fueron enviados a Portugal para encontrar pruebas. Fueron acompañados por perros especialmente entrenados para rastrear, que habían resuelto centenares de casos de homicidio. Incluyeron equipos para detección subterránea y tecnología ultravioleta para la detección de sangre. Sangre y fluidos corporales de Madeleine fueron encontrados en las paredes, detrás de un sofá y en el coche alquilado de la familia McCann. La policía británica ayudó en la acusación a los padres por el posible accidente de su hija.

## Posibles avistamientos reportados
Muchos avistamientos fueron reportados, tanto en Portugal como en otros sitios en el mundo, sin embargo, ninguno concluyó con una pista segura. De hecho, el 9 de julio, la policía portuguesa negó que la niña fuera secuestrada de su habitación. Son hipótesis sin fundamento.

### Posibles avistamientos en Portugal
La policía de la región de Nelas, en el centro-norte de Portugal recibió información de una niña con rasgos similares a los de Madeleine en compañía de un hombre en un supermercado el 8 de mayo. El hombre, un ciudadano belga, paró en el supermercado con su hija y marchó del lugar en un automóvil antes de que la policía pudiera contactarlo; sin embargo, luego se confirmó que se trataba de una falsa alarma.
El 9 de mayo, el periódico 24 horas reportó que la policía había encontrado un vehículo cerca de Praia da Luz y que podría haber sido usado por el secuestrador. Además, un CCTV de una gasolinera cerca de Lagos mostraba a un menor que se asemejaba a la descripción de Madeleine con una mujer, con quien el menor tenía un altercado, y dos hombres. Otras personas en el lugar reportaron incidentes inusuales incluyendo una mujer que notó a un hombre intentando sacar un cochecito de niño y a un hombre extraño que tomaba fotografías de niñas rubias en una playa. Al día siguiente fue divulgado que el coche, en el cual las tres personas que fueron grabadas en CCTV en la estación de gasolina viajaban, tenía matrícula/patente británica y que la persona encontrada tomando las fotografías era definitivamente uno de los hombres del CCTV.
Un testigo anónimo contactó con la policía diciendo haber visto un Fiat Marea en Pinhal Novo, Palmela, Setúbal el 17 de mayo que llevaba a Madeleine. Aunque no se puso demasiado énfasis en dicha pista, dado que se habían producido un número de avistamientos similares en un área geográfica amplia, Olegário Sousa aseguró que la policía investigaba todas las pistas que le llegaban.
La policía portuguesa también investigó un informe de Andre van Wyk. Van Wyk dijo que, poco después de la desaparición, él había visto a una niña asemejarse a Madeleine que era llevada en un auto a un campo gitano cerca de Portimão, cerca de 15 kilómetros de donde desapareció Madeleine.

### Posibles avistamientos en otros países
Se han reportado una gran cantidad de avistamientos de la pequeña Madeleine en diversas partes del mundo, concentradas mayormente en países del continente europeo.

#### Malta
En La Valeta, Malta, se denunciaron cinco avistamientos a fecha 21 de junio. El primer avistamiento reportado lo hizo una pareja de turistas británicos, quienes alegaron haber visto una pequeña muy similar a Madeleine en una popular zona, frecuentada mayormente por turistas.
Se reportaron otros avistamientos de la pequeña en varios puntos de la mencionada isla localizada en pleno mar mediterráneo. A día 27 de junio, las denuncias habían llegado a 29. En casi todos lo reportes, se testificó sobre una niña rubia disfrutando feliz en compañía de adultos, lo que creó dudas acerca de si se trataba de la pequeña.

#### Bélgica
En Bélgica se reportaron dos avistamientos. El primero fue en mayo, en Liège y el segundo ocurrió el 28 de junio en una terraza de Tongeren. En el último caso, la terapeuta Katleen Sampermans dijo que Madeleine estaba en compañía de un hombre neerlandés y una mujer británica. Sin embargo, pruebas de ADN sacadas de una botella usada por las personas dieron resultados inconclusos.

#### España
En España, se produjo un avistamiento a mediados del mes de agosto en la ciudad de Cartagena. Al parecer, dos mujeres denunciaron a la policía haber visto a la niña en una estación de servicio de Belmonte, en la carretera local de Tentegorra. Un individuo adulto introdujo a la supuesta Madeleine en un Citroën CX de extrañas maneras.

#### Marruecos
A mediados de septiembre se hicieron públicos dos avistamientos en Marrakech, Marruecos. El primero fue por un turista británico no identificado, que según reportó el Sunday Mirror en Inglaterra, vio a una niña con gran parecido a Madeleine en una gasolinera de dicha ciudad marroquí.
Sus declaraciones coincidieron con las de Marie Pollard, una mujer noruega radicada en la ciudad española de Fuengirola y su esposo británico. Ésta entró en contacto con la policía el 10 de mayo de 2007, diciendo que había visto a una niña muy similar a la descripción de Madeleine, en la misma estación de gasolina en Marrakech. La supuesta Medeleine, que según la mujer parecía en estado de tristeza, estaba acompañada de un hombre de alrededor de 40 años.
Tanto el británico, como la noruega y su marido, se hospedaban en el hotel Ibis, próximo a la gasolinera donde fue vista la pequeña.
Las declaraciones de Pollard se tomaron en cuenta por las autoridades y se hicieron públicas a mediados de septiembre, 4 meses más tarde, asunto que desconcertó a los McCann, puesto que pudo haber servido de pista para localizar a su niña.
El 25 de septiembre se reveló a los medios que Clara Torres, turista española que visitó Marruecos a fines de agosto, tomó el 31 de agosto (mientras se dirigía en autobús hacia Tetuán) una fotografía en la que aparecen tres adultos con vestimentas magrebíes. Uno de los adultos, una dama, lleva a sus espaldas a una niña rubia.
Torres no le dio importancia a la imagen tomada hasta que el 24 de septiembre, se enteró de que algunos turistas aseguraban haber visto a Madeleine en Marruecos; tras ello, descargó la fotografía en su computador y concluyó que el parecido de la niña rubia con Madeleine era "escalofriante". Informó de esto a la policía española y a Scotland Yard. El 26 de septiembre se reveló que la Interpol investigaba las imágenes para concluir si se trataba de la pequeña, lo que no resultó efectivo: la niña rubia era una marroquí de 3 años llamada Bouchra Benaissa.

#### Chile
El 22 de enero del 2008 en Chile, un contratista (oriundo de Santiago) que trabajaba en el museo de Gabriela Mistral en el poblado de Vicuña, Región de Coquimbo, dijo haber visto a Maddie junto con el sospechoso cuyo dibujo fue revelado hace unos días, acompañado de una señora y un menor de unos 3 años. A este testigo le llamó la atención la diferencia de color del pelo y piel. Durante 20 horas, la Policía de Investigaciones chilena trabajo casi exclusivamente al encuentro de tales personas. La búsqueda terminó cuando el detective a cargo, anuncio a la prensa que la menor (que supuestamente era la pequeña McCann) era una niña estadounidense, muy parecida a Madeleine pero no lo era, y sus acompañantes eran sus abuelos de nacionalidad chilena; por lo que aseguró que fue un simple malentendido. Sin embargo, Investigaciones aseguró que seguirá colaborando con sus homólogos portugueses e británicos.

#### Venezuela
En 2008 en Venezuela, un empresario británico que reside parte del año en la Isla de Margarita, aseguró haber visto el 16 de mayo de ese año en un restaurante de Porlamar a Madeleine. Trevor Francis, de 64 años, dijo a la Policía en el Reino Unido que vio a la pequeña junto a tres mujeres en un restaurante en la isla, sin embargo, no alertó a nadie porque no quería hacer un escándalo y empeorar la situación.

#### Paraguay
El 4 de marzo del 2016 llegó a Paraguay el investigador privado Miraz Ullah Ali y allí manifestó al periódico local ABC Color: “Mi equipo y yo recibimos la información que Madeleine llegó a Paraguay hace uno o dos meses y está viviendo en Areguá bajo la custodia de una mujer”. Con esta información Miraz Ali señaló que hay dos millones de euros de recompensa para quien o quienes den una pista seria que lleve a las autoridades a dar con el paradero de la menor. Una parte de esa recompensa la pone el magnate británico Richard Branson, apuntó. Ante esta situación, Interpol Paraguay comunicó el caso a Interpol Mánchester, cuyos agentes respondieron inmediatamente el mensaje emitido desde la capital Asunción, manifestando que el mencionado no es miembro del equipo policial a cargo de la investigación de la persona perdida y sus acciones no son mandadas ni autorizadas por la fuerza del orden del Reino Unido. Miraz Ullah Ali estuvo cuatro días en el país, solo fue hasta Areguá, donde tomó fotografías y luego retornó a Europa.

### Posible descubrimiento de Madeleine
El 19 de febrero de 2023, una joven llamada Julia Faustyna mencionada con los apellidos Wandelt o Wendell, que habría nacido en la ciudad polaca de Gorzów Wielkopolski, con adolescencia en Wroclaw, aseguró tener serias dudas sobre si era Madeleine McCann mediante Instagram, pidiendo una prueba de ADN. Aportó como indicio una serie de fotografías donde mostraba tener un coloboma del iris muy similar al de Madeleine, una afección ocular rara, casi siempre de tipo congénito, que presenta una incidencia en Europa inferior a 2 casos por 10 000 nacimientos. El 20 de febrero se publicó en algunos medios de prensa que los padres de Madeleine habrían aceptado que la joven se realizara una prueba de paternidad, aunque nunca se produjo un comunicado oficial. El 4 de marzo de 2023 Julia Faustyna reconoció no ser Madeleine, pero se reafirmó en que había sido una niña secuestrada y que en el pasado le ocurrió algo muy grave. También dijo haber reconocido a uno de los sospechosos como el hombre que abusó sexualmente de ella.

## Respuesta a la desaparición

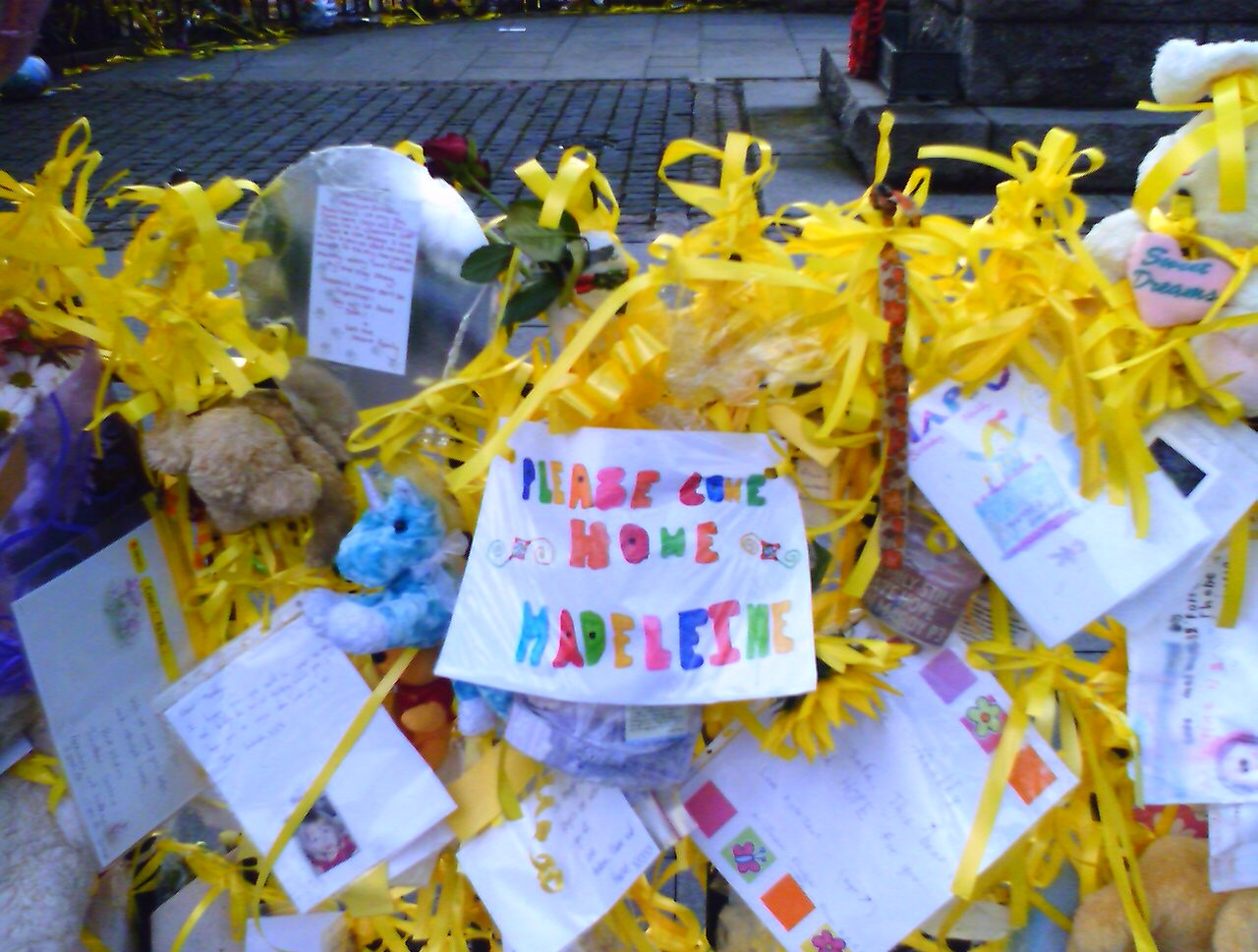
Tributo, muestras de apoyo por la aparición de Madeleine en su pueblo natal, Rothley

Sobre las semanas siguientes a la desaparición, los padres de Madeleine realizaron una campaña publicitaria que mantuvo la desaparición en el ojo público en muchos países aunque había críticas de que la atención de los medios era excesiva. La desaparición lideró las noticias en el Reino Unido por una semana con la cobertura diaria subsecuente de los acontecimientos. Había cobertura regular en Portugal y cobertura periódica en otros países.
Un sitio web oficial para la búsqueda fue colgado en Internet y una fundación, conocida como Madeleine's Fund: Leaving No Stone Unturned, fue creada. Los fondos ascendieron a varios millones de euros. Posteriormente se invirtieron en la hipoteca familiar. La policía portuguesa llamó a los visitantes de las áreas alrededor del secuestro, para proporcionar las copias de cualquier fotografía relevante tomada durante su estancia, en un intento por identificar un secuestrador.
Los padres tenían una audiencia con el Papa y emprendieron un viaje a varios países europeos y norteafricanos, junto con una visita a los Estados Unidos para hablar en la televisión previo pago.
Hubo súplicas de muchos líderes políticos y personalidades de todo tipo, hasta se ofreció una recompensa de casi £ 1 000 000. La publicidad invadió la red informática con sitios de internet falsos que pedían colectas y personas que ofrecían datos falsos por una cantidad de dinero. Se convirtió en una campaña muy beneficiosa y rentable económicamente aunque los padres fueron finalmente declarados sospechosos.

## Críticas

### Los padres de Madeleine son declarados sospechosos
La prensa portuguesa ha criticado a los padres por dejar a sus niños solos durante varias horas mientras cenaban en un restaurante próximo a pesar de la disponibilidad de un servicio de niñeras. También ha habido crítica hacia los padres en los medios portugueses. El Diário de Notícias insiste en que los McCann, son sospechosos criminales y dijo que en la noche en que Madeleine desapareció nunca habían comprobado que los niños estuvieran en su habitación en toda la noche, contrariamente a lo que la familia había declarado a la policía. The Daily Telegraph publicó:[cita requerida]

“Portugal ha sido manchado por sugerencias de que la investigación se ha manejado irregularmente pero hay muchas críticas a los McCann por dejar a sus niños completamente solos.”

La pareja fue interrogada por la Policía el 10 de mayo de 2007 sobre por qué dejaron a los tres niños solos en un apartamento, con las puertas del patio abiertas, mientras cenaban en el restaurante. En una entrevista con la BBC el 25 de mayo, Gerry y Kate reconocieron la crítica, y hablaron de la culpabilidad que a veces sentían. Agregaron que estaban seguros de que Madeleine todavía estaba viva, con Gerry diciendo que él creyó que «si cualquier cosa realmente mala hubiera sucedido, la habrían encontrado ya».
En contestación a las preguntas que les fueron planteadas el 6 de junio en una rueda de prensa, en Alemania, cuando la reportera de radio Sabina Müller sugirió que su comportamiento no era normal para gente a la que habían secuestrado a un hijo, ellos negaron cualquier implicación en la posible muerte de su hija.

### Policía
Hubo una extensa crítica a la Policía portuguesa en los medios británicos. Se criticó el retraso en la obtención y análisis de evidencia forense, ni la toma de declaración a la Policía de la frontera ni la Policía marina por muchas horas después de que Madeleine desapareciera. Los críticos alegan que la escena no había sido registrada tan firmemente como habría podido ser en el Reino Unido y la carencia de pedidos de ayuda.
En respuesta, la Policía ha indicado que no puede dar a conocer la información porque, según el artículo 86 del Código Penal portugués, este la obliga a no poder realizar eso, salvo en circunstancias excepcionales, mientras todavía se esté llevando a cabo la investigación criminal.
Varios medios de comunicación y opinólogos portugueses han criticado a la Policía y los esfuerzos masivos de la aplicación de ley, comparándolo con los esfuerzos usados para ayudar a víctimas nacionales en el pasado más allá de asuntos similares. Participaron hasta 180 funcionarios portugueses de la Policía y helicópteros de Protección Civil junto con centenares de ciudadanos y turistas, un esfuerzo nunca visto en la búsqueda para otras desapariciones de niños en el país. Se supo que la Policía no pudo tomar fotos de vigilancia de los vehículos que dejaban Praia da Luz a la hora de la desaparición de Madeleine ni del camino entre Lagos y Vila Real de Santo António, en la frontera española.
Se criticó al jefe de Investigación, Guilhermino da Encarnação, por haberse centrado demasiado en la investigación de un solo hombre, Roberto Murat, aunque la policía admite que no se ha encontrado ninguna evidencia creíble contra él. Ha habido similitudes con el caso de la desaparición de otra niña, Joana Cipriano, que desapareció el 12 de septiembre de 2004 de su hogar en el pueblo de Figueira, a 11 kilómetros de donde Madeleine desapareció. Encarnação también estuvo implicado en esa investigación, que terminó con la convicción de la implicación de la madre y del tío de Joana en su asesinato, aunque no se encontró ningún cuerpo y él nunca confesó.
La altura del hombre que era buscado por la policía fue dada en conferencia de prensa, era de 1,70 metros, pero apareció erróneamente como 1,78 metros en los medios ingleses. Madeleine tenía su juguete favorito con ella en la cama la noche que desapareció, con lo cual un posible secuestrador habría podido dejar un cierto rastro de evidencia de ADN, pero la policía no lo comprobó. Luego, el 1 de junio de 2007, June Hughes, de Glasgow, que había permanecido la semana anterior en el apartamento con su marido, expresó que se sorprendió de que la Policía no había hecho ningún contacto con ellos.
El 6 de junio, dos de los principales oficiales de la Policía implicados en el caso, Olegário Sousa y Gonçalo Amaral, el jefe de la Polícia Regional Judiciária, tomaron un almuerzo pausado y un observador comentó que se rieron de lo que parecía ser una broma mientras los McCann aparecían en un noticiero de televisión.
El 9 de junio los miembros de la familia se quejaron del hostigamiento de la Policía cuando intentaron poner los carteles de Madeleine en el aeropuerto de Lisboa y había comentarios que las autoridades portuguesas deseaban prevenir esos carteles porque podrían provocar daño a su industria turística.
Mark Williams-Thomas, un antiguo detective de Surrey y ahora experto en protección de menores, describió el 6 de agosto las pruebas forenses iniciales como «ineptas» y criticó el retraso de tres meses de la aceptación a la oferta británica de ayuda a la Policía portuguesa. Dijo que la Policía debió haber cerrado el apartamento inmediatamente, el primer día, y después haber conducido un examen forense cuidadosa.

## Investigación policial

### Reunión con el ministro del Interior
Los McCann se reunieron con el ministro del Interior británico,  Alan Johnson, en 2009 para solicitar una revisión del caso.  Johnson encargó un informe de alcance a Jim Gamble, entonces jefe del Centro de Explotación Infantil y Protección en Línea (CEOP). En marzo de 2010, el Ministerio del Interior había iniciado conversaciones con la Asociación de Oficiales de Policía en Jefe sobre la organización de una investigación británica.
Entregado en mayo de 2010, el informe Gamble examinó cómo varias agencias británicas se habían involucrado en la búsqueda de Madeleine, incluido el propio CEOP, la policía de Leicestershire, el Servicio de Policía Metropolitana, la Agencia de Delincuencia Organizada Grave, la Agencia Nacional de Mejoramiento de la Policía, Crimestoppers, the Home Office, Foreign Office y 10 Downing Street. Gamble criticó la falta de coordinación. Todos habían querido ayudar, y algunos habían querido "ser vistos para ayudar", escribió, lo que "creó una sensación de caos y de competencia", lo que obstaculizó la investigación al provocar resentimiento entre la policía portuguesa.
  Recomendó una cooperación renovada entre los británicos y los portugueses, que toda la información relevante se intercambie entre las fuerzas policiales, que la policía realice un análisis de las llamadas telefónicas realizadas en la noche de la desaparición, y que todas las pistas se sigan, incluidas las desarrolladas por detectives privados.

### Operación Grange
En mayo de 2011, bajo la ministra del Interior, Theresa May, Scotland Yard lanzó una revisión de investigación, Operación Grange, con un equipo de 29 detectives y ocho civiles. El anuncio de la revisión parece haber sido provocado por una campaña de News International, a través de uno de sus periódicos británicos, The Sun. El 11 de mayo de 2011, mientras estaba serializando el libro de Kate McCann, Madeleine, la portada de The Sun recibió una carta abierta de los McCann en la que le pidieron al primer ministro David Cameron que estableciera una nueva investigación; 20 000 personas firmaron la petición del periódico ese día. El mismo día, según su testimonio a la Investigación Leveson, Theresa May habló por teléfono, a instancias de ella, con Rebekah Brooks, directora ejecutiva de News International, y Dominic Mohan, editor de The Sun. Al día siguiente, escribió al comisionado de la Policía Metropolitana, Sir Paul Stephenson, para decirle que la policía portuguesa había acordado cooperar con una investigación británica. En 24 horas, Cameron hizo el anuncio sobre la Operación Grange, que es financiado por un fondo de contingencia del Ministerio del Interior. 
La Operación Grange fue dirigida por el Comandante Simon Foy. El inspector jefe de detectives (DCI) Andy Redwood, del Comando de Homicidios y Crímenes Graves de Scotland Yard, fue el primer oficial investigador de alto rango, reportando al Superintendente Jefe de Detectives Hamish Campbell. El equipo estaba formado por tres inspectores de detectives, cinco sargentos de detectives, 19 agentes de detectives y alrededor de seis miembros del personal civil. Cuando Redwood se retiró en 2014, fue reemplazado por DCI Nicola Wall. Para julio de 2013, la revisión se había convertido en una investigación.
El equipo hizo traducir decenas de miles de documentos, publicó una imagen de edad avanzada e investigó más de 8000 avistamientos potenciales. Para 2015, habían tomado 1338 declaraciones, recogido 1027 exhibiciones e investigado 650 delincuentes sexuales y 60 personas con antecedentes. La investigación se redujo en octubre de 2015 y el número de oficiales se redujo a cuatro. El Ministro del Interior aprobó una financiación adicional de £ 95 000 en abril de 2016 para lo que el Comisionado de la Policía Metropolitana, Sir Bernard Hogan-Howe, dijo que era una línea de investigación restante. Se aprobaron otras £ 85 000 para cubrir hasta septiembre de 2017; y £ 150 000 para cubrir hasta el 31 de marzo de 2019, llevando el costo de la investigación a £ 11,75 millones. El Ministerio del Interior dijo que aprobaría fondos similares para 2019.

### Investigación de fiscales alemanes
En junio de 2020, el fiscal de la ciudad alemana de Brunswick ordenó una investigación sobre una posible participación de un hombre de 43 años, que se cree que vivía en una autocaravana VW prestada en el Algarve en el momento de la desaparición de McCann. El automóvil del sospechoso, un Jaguar XJR6, fue registrado a un nuevo propietario el día después de la desaparición de Madeleine McCann. La fiscalía inició un proceso bajo sospecha del asesinato de McCann. Hans Christian Wolters, de la fiscalía, declaró que están operando bajo la presunción de que McCann está muerta, debido a los antecedentes penales del sospechoso. El sospechoso ha sido condenado por delitos relacionados con abuso sexual de niños y tráfico de drogas, y hasta junio de 2020 está encarcelado. El sospechoso fue nombrado en los medios como Christian Brückner, que actualmente cumple siete años de prisión por la violación de una mujer de 72 años en Algarve. En la tarde del 3 de junio, la Oficina de Policía Criminal hizo un llamamiento público para obtener información relacionada con el caso en Aktenzeichen XY ... ungelöst, un programa delictivo transmitido por la estación de televisión pública ZDF. La policía declaró que recibió información útil en 2013 después de que el caso apareciera por primera vez en Aktenzeichen XY, pero que tomó años encontrar pruebas sustanciales para el enjuiciamiento y que aún necesitan más información. Los fiscales le preguntaron a los testigos si tienen información sobre dos números de teléfono portugueses: el número de teléfono del sospechoso y el número que lo marcó el día de la desaparición de Madeleine y con el que el número del sospechoso tuvo una conexión de 30 minutos el mismo día.

## Hipótesis del accidente
A lo largo de la investigación, se manejaron diferentes hipótesis sobre el verdadero paradero de Madeleine McCann. Desde una desaparición por la propia huida de la niña por no estar cerrada la puerta, pasando por un accidente en la misma habitación.
Siguiendo el rastro de sangre que se descubrió en el apartamento donde estuvo alojada la familia McCann, la idea que se mantiene con más fuerza a día de hoy es que Maddie podría haber muerto la misma noche de su desaparición, hecho que los padres niegan.
Durante el mes de agosto, la investigación dio un giro de 180° al hacerse saber que en la vivienda de los McCann en Portugal se habían hallado rastros de sangre, así como en un automóvil alquilado por la familia. La muestra de sangre fue analizada y los medios británicos asegurararon que el ADN correspondía al de Madeleine; sin embargo, luego se supo que la Policía Judiciaria solo estaba segura al 88%. La abuela de la niña admitió el uso de pastillas para dormir proporcionados a los niños dada su condición médica.
Si se declaran sospechosos a los padres de Madeleine de manera "oficial" -la hipótesis sobre la muerte de la niña- podría ser que la madre, Kate, dio pastillas para dormir accidentalmente a Madeleine y al fallecer ésta se deshizo del cuerpo de la pequeña, quien se habría golpeado en la habitación. La noticia de la búsqueda actuaría como "cortina de humo" para que la investigación no se centrara en torno a ellos.
El 21 de julio de 2008, la agencia de prensa Reuters informó desde Lisboa que el fiscal general de Portugal decidió archivar el caso de la desaparición de Madeleine McCann y exoneró a sus padres de las sospechas de implicación por falta de una evidencia absoluta.
El fiscal, Fernando Pinto Monteiro, afirmó que un tercer sospechoso, Robert Murat, británico residente en Portugal, también quedó libre de sospechas."El caso puede ser reabierto por la Fiscalía General, o seguir una solicitud de una parte interesada, si se materializaran nuevas pruebas," dijo Monteiro.

## Confirmación de pruebas de WikiLeaks
El 14 de diciembre de 2010 el sitio WikiLeaks reveló que la Policía británica «ayudó al desarrollo (development)» de las pruebas encontradas contra Kate y Gerry McCann, los padres de Madeleine desaparecida en el sur de Portugal desde mayo de 2007, según documentos diplomáticos secretos que fueron filtrados. Es cierto que la Policía británica ayudó en el desarrollo de la investigación con el uso de laboratorios y perros policía enviados a Portugal.
Dicha situación fue advertida en septiembre de 2007 por el entonces embajador estadounidense en Portugal, Al Hoffman, a su colega británico Alexander Wykeham Ellis. En la traducción al castellano del documento, se ha interpretado que la Policía británica fue más allá del envío de ayuda, por un fallo en la traducción. El documento se refiere a la colaboración entre países que sí ayudaron a desarrollar las pruebas. Los perros policía fueron los que descubrieron la sangre y fluidos de Madeleine en el apartamento. El telegrama diplomático resume la coordinación entre Interpol, la Policía británica y la portuguesa.
El caso de Madeleine McCann en el sur de Portugal, en mayo de 2007, generó mucha atención de los medios internacionales, con controversias vinculadas a la investigación Policial portuguesa, escribió el embajador estadounidense en uno de los documentos. Sin embargo, queda claro que no fue la Policía portuguesa en solitario, sino que contó con la ayuda de la Policía británica.

## Documental de Netflix
Netflix lanzó una serie documental de ocho partes, The Disappearance of Madeleine McCann, el 15 de marzo de 2019. Entre los entrevistados estaban Jim Gamble, exjefe del Comando de Explotación Infantil y Protección en línea; Alan Johnson, exsecretario de Interior británico; Brian Kennedy, el empresario británico que apoyó financieramente a los McCann; Justine McGuiness, ex portavoz de los McCann; Gonçalo Amaral, exjefe de la investigación de PJ; Robert Murat, el primer argüido; Julián Peribañez, ex investigador privado de Método 3; Sandra Felgueiras, una periodista portuguesa que cubrió la desaparición; y Anthony Summers y Robbyn Swan, autores de Looking for Madeleine (2014).